# 松原站 (中國)
松原站位于中华人民共和国吉林省松原市宁江区乌兰大街2号，是长白铁路和松陶铁路上的一个铁路车站，建于1934年，现有站房于2014年12月10日启用，现办理客货运业务，车站及其长白线上下行区间均已电气化。车站距离长春站150公里，隶属于中国铁路沈阳局集团白城车务段，是二等站。